# Quinze Marins

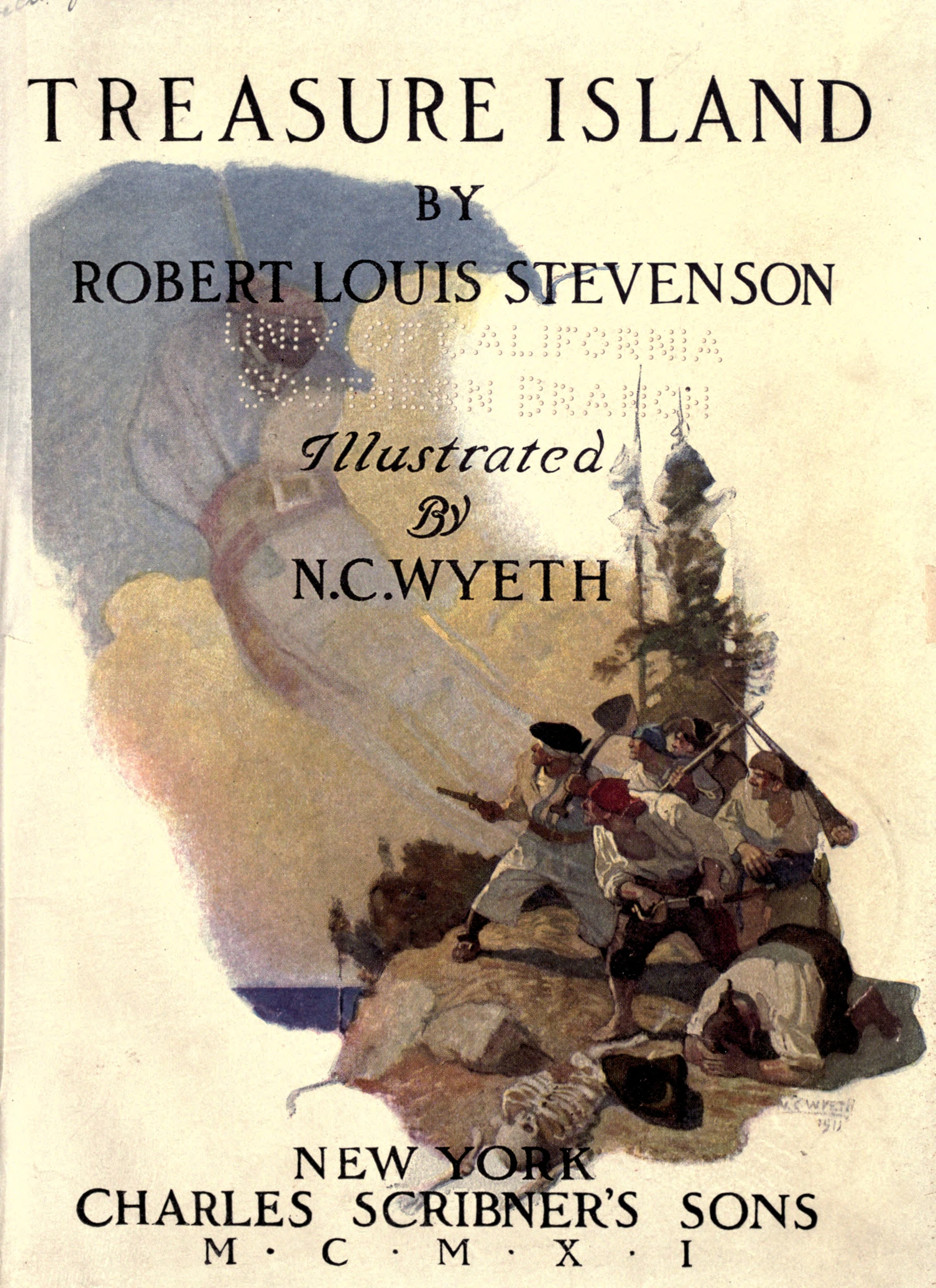
Quinze marin trouve son origine dans l'œuvre de Stevenson : L'île au trésor publié en 1883.

Quinze Marins (Dead Man's Chest) est une chanson de marin dont la création a été initiée par Robert Louis Stevenson dans son roman de L'île au trésor (1883). Cette chanson a par la suite été développée dans un poème intitulé Derelict de Young E. Allison, publié dans le Courrier-Journal de Louisville en 1891. Elle a depuis été utilisée dans de nombreuses œuvres postérieures sous diverses formes, dont une interprétation par Michel Tonnerre.

## Origine du chant

### Les origines de R.L. Stevenson

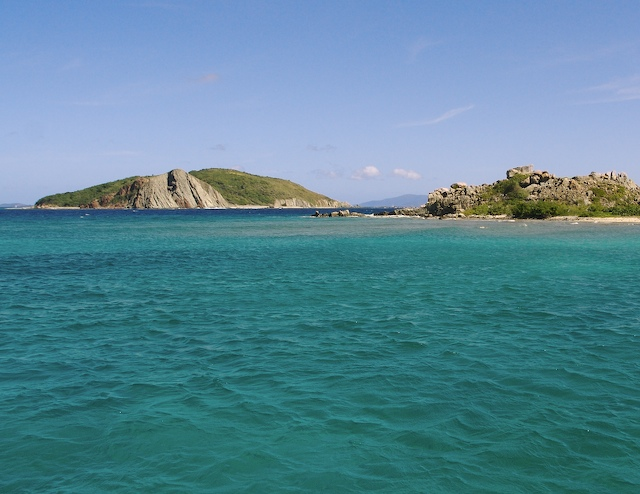
Dead Chest Island (Peter Island) vue depuis Deadman's Bay,

Robert Louis Stevenson a trouvé le nom Dead Man's Chest parmi une liste de noms d'îles vierges dans un livre de Charles Kingsley, probablement en référence à l'île Dead Chest située au large de Peter Island, dans les îles Vierges britanniques,,. Ce nom est à l'origine du chant crée par Stevenson, comme il l'a dit : "Treasure Island came out of Kingsley's At Last : A Christmas in the West Indies (1871); where I got the 'Dead Man's Chest'—that was the seed",,. 
Cette chanson de marin est fictive, dans ce sens, elle est apparue pour la première fois dans une œuvre de fiction et non une chanson de mer authentique. Cependant, cela ne signifie pas que la chanson n’a pas été chantée plus tard par de vrais marins. 
Dans L'île au trésor, édité en 1883, Stevenson n'a écrit que le refrain, laissant le reste de la chanson non écrit, et à l'imagination du lecteur : 
Fifteen men on the dead man's chest

Yo-ho-ho, and a bottle of rum ! 

Drink and the devil had done for the rest

Yo-ho-ho, and a bottle of rum !

Avec une variante de fin :
With one man of her crew alive,

What put to sea with seventy-five.

Stevenson ne précise pas si ces deux vers font partie de Dead Man's Chest ou d'une autre chanson totalement fictive. Quoi qu'il en soit, les mots des paroles aident à faire avancer le scénario.

### Reprise en 1891 par Y.E. Alisson
Le texte a par la suite été repris et complété dans un poème intitulé Derelict de Young E. Allison, un poète américain, publié dans le Courrier-Journal de Louisville en 1891,.   
Le texte parle d'un navire retrouvé à la dérive. L’équipage s’est entre-tué mutuellement et a laissé un navire vide, chargé de pillage. Les découvreurs de ce naufrage de flotsam et de jetsam ont jeté les morts à la mer avec un Yo-Heave-Ho! et un fare-thee-well, et ont ensuite pris le butin pour eux-mêmes. En fait, Yo hoeve est un chant de marin qui était couramment employé pour synchroniser le travail de rameur ou les activités de transport de l'équipage du gang avec tout le monde travaillant ensemble sur le mot soulèvement. Stevenson aimait tellement la phrase rythmique qu'il en faisait maintenant le mot ho ho familier.   

### Multiples reprises
D'autres variantes du poème ont été imprimées à la fin du XIXe et au début du XXe siècle, qui prétendaient être du folklore, mais n'étaient en réalité que de nouvelles extensions de l'original de Stevenson. L'un d'eux est apparu dans le Chicago Times-Herald nommé Stevenson's Sailor Song par un auteur anonyme, qui a prétendu l'entendre chanter sur les "quais de Chicago" par un groupe de "marins d'autrefois". L’histoire était conçue comme un canular, mais certains l’ont prise au sérieux. 
Par un souci de rime et de pieds, des variantes sur le nombre de marins dans la chansons comme en allemand "17 Mann auf des toten Manns Kiste", ou parfois "13 Mann" dans les récits de Jim Knopf de Michael Ende,. De même, la traduction hongroise de L'île au trésor, mentionne "sept hommes sur la poitrine d'un homme mort".

## Utilisations

### 1900-1950
La chanson est largement utilisée dans les arts depuis plus d'un siècle. En 1901, la musique fut ajoutée aux paroles de "Derelict" de Henry Waller pour une interprétation à Broadway de L'île au trésor.
Dans Le Secret de la Licorne, bande dessinée d'Hergé publiée en 1942-1943, le capitaine Haddock entonne le refrain de la chanson.

### 1950-1980
Beaucoup d'auteurs ont écrit des prequels et des suites à L'île au trésor comme dans The Adventures of Ben Gunn (1956) de R.F. Delderfield, dans lequel Ben raconte à Jim Hawkins que la chanson est une référence à "une île des Leewards" qui "n'était guère plus qu'un long rocher haut, en forme de cercueil". "qui a été surnommé "le coffre du mort ". Dans la version de R.F. Delderfield, la chanson parle d'une quinzaine de pirates qui ont font naufrage et qui avaient récupéré de nombreux tonneaux de rhum, mais presque pas de nourriture, et qui étaient «tous ivres» lors de leur sauvetage.
Dans le film de 1954, Return to Treasure Island, mettant en vedette Robert Newton, la chanson était chantée dans le générique d’ouverture et instrumentalement comme arrière-plan thématique de l’action. Dans la série télévisée The Adventures of Long John Silver de 1959 (également avec Robert Newton), la version instrumentale est utilisée au début et à la fin de chaque épisode. En 1967, les scénaristes de Walt Disney Productions trouvèrent l'inspiration dans Derelict pour la chanson en mer Yo Ho (A Pirate's Life for Me) interprétée pour l'attraction Pirates des Caraïbes à Disneyland. Astrid Lindgren a développé le couplet de Robert Louis Stevenson différemment dans le scénario de la série télévisée Fifi Brindacier de 1969. En 1970, Michel Tonnerre fait une reprise de la chanson en français. Son groupe Djiboudjep la chante parmi divers chants de marins ce qui fera passer cette création pour un chant traditionnel et donnera un nouveau souffle au genre.

### Après 1980
Alan Moore fait un jeu de mots sur la chanson dans le roman graphique de 1986 Watchmen ; le chapitre s'appelle One man on fifteen dead men's chests. En 1993, le groupe vocal The Jolly Rogers, enregistra l'arrangement des paroles de Young E. Allison de Mark Stahl, réédité en 1997 sur l'album Pirate Gold. Une interprétation a été enregistrée par le groupe steampunk Abney Park comme The Derelict. Dans le deuxième film Pirates des Caraïbes : Pirates des Caraïbes: Le coffre du mort, sortie en 2006, Joshamee Gibbs a chanté la version originale.  

## Paroles complètes de la chanson

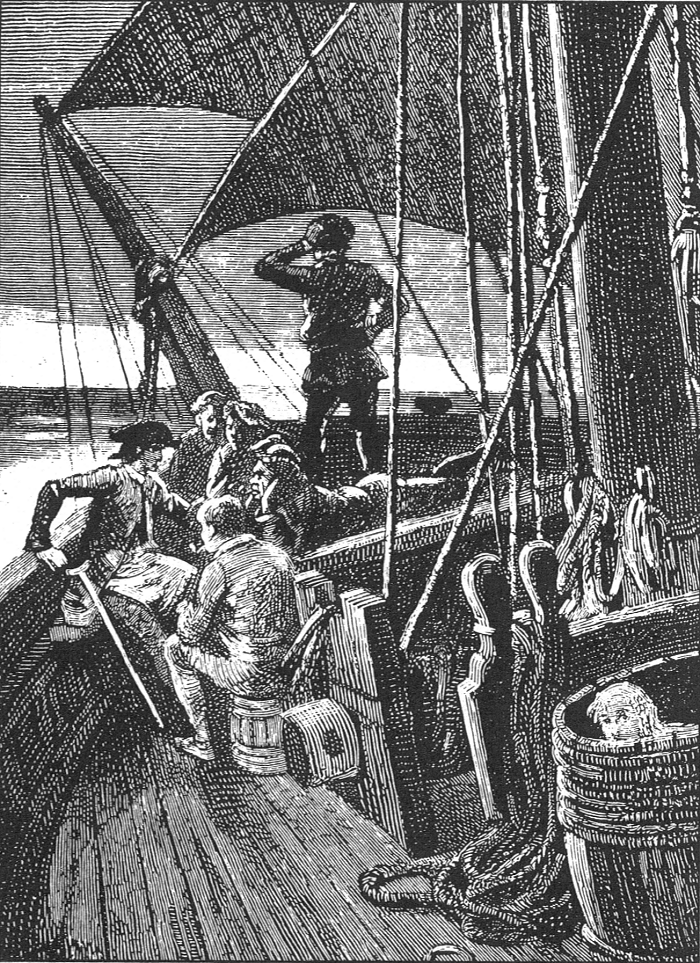
Illustration originale de L'ile au trésor.

La version française de Quinze Marins compte 4 strophes entre lesquelles s'intercale un refrain, :
Refrain

Quinze Marins sur le bahut du mort

Hop là ho ! une bouteille de rhum

A boire et l'diable avait réglé leur sort

Hop là ho ! une bouteille de rhum

1

Long John Silver a pris le commandement

Des marins, et vogue la galère

Il tient ses hommes comme il tient le vent

Tout l'monde a peur de Long John Silver.

2

C'est Bill, le second du corsaire,

Le capitaine Flint en colère

Qu'est revenu du royaume des morts

Pour hanter la cache au trésor.

3

"Essaie un peu de me contrecarrer

Et tu iras où tant d'autres sont allés

Quelqu's uns aux vergues et quelqu's uns par d'sus bord

Tout l'monde pour nourrir les poissons d'abord".

4

Nous finirons par danser la gigue

La corde au cou, au quai des pendus

Toi, John Forest, et toi, John Merigue

Si près du gibet qu'j'en ai l'cou tordu.